# Aeschynanthus cuernosensis
Aeschynanthus cuernosensis là một loài thực vật có hoa trong họ Tai voi. Loài này được (Elmer) Schltr. mô tả khoa học đầu tiên năm 1923.